# Eumeta rotunda
Eumeta rotunda är en fjärilsart som beskrevs av Jean Bourgogne 1965. Eumeta rotunda ingår i släktet Eumeta och familjen säckspinnare. Inga underarter finns listade i Catalogue of Life.